# Loma de Franco
Loma de Franco är en ort i Mexiko.   Den ligger i kommunen Tantoyuca och delstaten Veracruz, i den sydöstra delen av landet, 240 km norr om huvudstaden Mexico City. Loma de Franco ligger 158 meter över havet och antalet invånare är 136.
Terrängen runt Loma de Franco är platt. Runt Loma de Franco är det ganska tätbefolkat, med 72 invånare per kvadratkilometer. Närmaste större samhälle är Tantoyuca, 8,7 km söder om Loma de Franco. Trakten runt Loma de Franco består till största delen av jordbruksmark.